# Mozabiti
Mozabitsko ljudstvo ali Banu Mzab (arabsko بني مزاب) je berberska etnična skupina, ki naseljuje naravno regijo M'zab v severni Sahari v Alžiriji in šteje približno 150.000 do 300.000 ljudi. Govorijo predvsem mozabitski jezik, enega od zenatskih jezikov v berberski veji afroazijske družine. Mozabiti so predvsem Ibadi muslimani, vendar je bilo tudi majhno prebivalstvo Judov.
Mozabiti večinoma živijo v petih oazah; in sicer Ghardaïa, Beni Isguen, El Atteuf, Melika in Bounoura ter dve drugi izolirani oazi bolj severno: Berriane in El_Guerrara. Ghardaïa je glavno mesto konfederacije, ki ji po pomembnosti sledi Beni Isguen, glavno trgovsko središče.

## Zgodovina
Leta 767 je begunski perzijski voditelj Ibadi ustanovil kraljestvo Rustamid, zaradi česar je večina berberskega prebivalstva sprejela ibadi islam. Potem ko so jih Fatimidi leta 911 porazili pri Tiaretu, so jih izgnali v Ouarglo v Sahari in leta 1012 so v M'Zabu ustanovili neodvisno državo. Leta 1012 so zaradi nadaljnjih preganjanj pobegnili na sedanjo lokacijo, kjer so dolgo ostali neranljivi.
V 16. stoletju so priznali nominalno osmansko oblast. Po zavzetju Laghouata s strani Francozov leta 1852 so Mzabiti leta 1853 sklenili konvencijo in sprejeli plačilo letnega prispevka v višini 1800 frankov v zameno za svojo neodvisnost. Novembra 1882 je bila država M'Zab dokončno priključena Francoski Alžiriji.
Od vzpostavitve francoskega nadzora je Beni Isguen postal skladišče za prodajo blaga iz Evrope. Inženirji Mzabitov so zgradili namakalni sistem, zaradi katerega so oaze postale veliko bolj rodovitne kot prej.

## Jezik
Mzabiti govorijo mzabitski jezik, vejo skupine zenati berberskih jezikov. Mnogi govorijo tudi alžirsko arabščino kot drugi jezik. Mzabitski jezik govori približno 150.000 ljudi.

## Mzabitski Judje v Francoski Alžiriji
Ni kanoničnega dogovora, kdaj so Judje prvič prišli v južno Alžirijo, vendar ena teorija nakazuje, da jih je tja poslalo ibaditsko vodstvo v 14. stoletju iz Tunizije kot del trgovske poti. Nadaljevali so kot trgovska skupnost, s poznejšimi valovi priseljevanja v času antisemitizma po Sahari, Evropi in Bližnjem vzhodu. Leta 1881, eno leto preden so Francozi priključili M'Zab, je bilo od 30.000 alžirskih Judov ocenjenih 3000 mzabitskih Judov. Do leta 1921 je slednje število naraslo na 74.000, kar je posledica porasta antisemitizma v poznih 1800-ih in zgodnjih 1900-ih, vendar je mzabitska judovska skupnost ostala majhna, večina judovskih migrantov pa bi se naselila na severu.
Leta 1882, ko je francoska vojska priključila M'Zab, se je začela upravna vladavina, ki je bila ločena od severnih departmajev. Za razliko od njihovih severnih judovskih kolegov so Francozi številne mzabitske berberske Jude v južni Alžiriji uvrstili pod 'avtohtono kodo'. Glede na raznolikost judovskega prebivalstva M'Zaba je francoska uprava na sever vključila nekaj »kulturno saharskih«, a etnično neavtohtonih Judov in jim podelila državljanstvo v skladu z odlokom Crémieux iz leta 1870. To razlikovanje, ki so ga Francozi zaznali med Berberi in ne-Berberi Judje M'Zaba niso bili odraz »tehnične natančnosti«, temveč »izdelana oblika pravne razlike«. Medtem ko so si Francozi prizadevali asimilirati severne Jude kot francoske državljane, so priznali versko vladavino mzabitskega judovskega prebivalstva in jih držali ločene po domorodni zakonodaji, kar je pomenilo močno omejitev njihove politične in družbene moči.
Z naraščanjem antisemitizma v poznem 19. stoletju so si francoske kolonialne sile prizadevale zmanjšati judovsko trgovino na jugu in preprečiti nadaljnje judovsko sodelovanje z muslimanskimi skupnostmi. Mzabitske Jude so še naprej oddaljevali od drugih alžirskih judovskih zadev, tako da so ohranjali mzabitske ali »mozaične« zakone za civilne zadeve ter francoske avtohtone zakone za javne in kazenske zadeve. Šele leta 1961 so z zakonom francoske državne skupščine 61-805 mzabitski Judje dobili »civilni status po običajnem pravu« in francosko državljanstvo.